# Lin Fengmian
 (mai 2023).
Si vous disposez d'ouvrages ou d'articles de référence ou si vous connaissez des sites web de qualité traitant du thème abordé ici, merci de compléter l'article en donnant les références utiles à sa vérifiabilité et en les liant à la section « Notes et références ».
Lin Fengmian (chinois simplifié : 林风眠 ; chinois traditionnel : 林風眠 ; pinyin : lín fēngmián) (22 novembre 1900 – 12 août 1991)   est l'un des plus importants artistes peintres chinois modernes. 
Il fut l'un des premiers artistes chinois à étudier en France de 1918 à 1925, à Dijon d'abord et à Paris ensuite. À son retour en Chine, il occupa plusieurs postes importants dans le circuit académique officiel. En tant que président de l'Académie nationale des Arts de Pékin et directeur de l'Académie des Arts de Hangzhou, il exerça une grande influence sur le développement de l'art contemporain de son pays.

## Biographie
Né en Chine, sous la Dynastie Qing, dans la province du Guangdong, son père, Lin Yunong (林雨农, lín yǔnóng) est artisan tailleur de pierre et connaît la peinture et calligraphie chinois traditionnelle, ce qui permet à Fengmian de les apprendre et de s'y intéresser dès le plus jeune âge.
Il apprend durant son temps libre le « Jieziyuan Huazhuan » (芥子园画传 / 芥子園畵傳).
À 15 ans, il réussit son examen d'entrée à l'école moyenne provinciale de Meizhou ((梅州)
Parmi ses élèves à Hangzhou, on peut citer Chu Teh-Chun, qui migra à Paris en 1955.
En 1952, il abandonna l'enseignement pour se consacrer uniquement à la peinture. En 1977, il part vivre à Hong Kong.
Son style figuratif très personnel est basé sur sa tentative de réunir l'art chinois et occidental.
Son œuvre est dispersée dans de nombreuses collections privées et reste très prisée sur le marché de l’art en Orient.